# Tara Conner

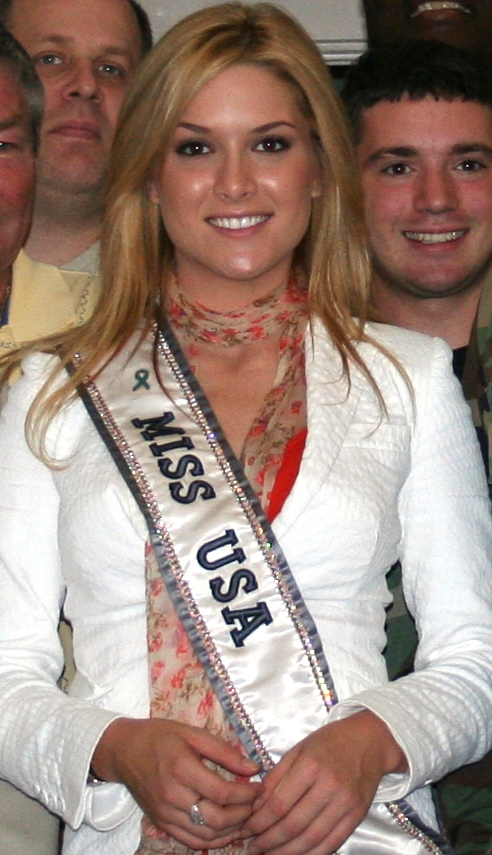
Tara Conner

Tara Elizabeth Conner (Dallas, Texas, EUA, 18 de dezembro de 1985) é uma modelo que venceu o Miss USA como candidata do Kentucky em 21 de abril de 2006. Recebeu a coroa de sua antecessora, Chelsea Cooley (Carolina do Norte), semifinalista no Miss Universo 2005 (top 10). Após o concurso nacional, ela participou do Miss Universo 2006, realizado no dia 23 de julho no Shrine Auditorium em Los Angeles, onde ficou em quinto lugar.

## O escândalo
Após sua participação no Miss Universo, Tara Conner foi alvo de fofocas do site TMZ, publicadas em 14 de dezembro de 2006 sobre sua suposta conduta excessiva em bares de Nova York no consumo de bebidas alcoólicas e de drogas. Havia rumores de que Tara poderia perder o título nacional para a segunda colocada, a californiana Tamiko Nash.
Reportagem do The New York Daily News publicada em 16 de dezembro informava que o teste de Tara para o uso de cocaína havia dado positivo. Três dias após a publicação da última matéria, Donald Trump convocou uma entrevista coletiva na qual concedera a Conner uma "segunda chance": continuar seu reinado como Miss USA e fazer um tratamento contra dependência química e alcoolismo.
Dois meses depois, em fevereiro de 2007, Tara Conner saiu da reabilitação para seguir normalmente sua agenda de compromissos e terminar suas obrigações contratuais junto à Miss Universe Organization após a coroação de Rachel Smith como Miss USA 2007.

## Vida após o concurso
Encerrado seu reinado como Miss USA, Tara Conner participou de alguns programas televisivos, entre eles uma edição da WWE, programa de wrestling profissional muito popular nos EUA e já exibido no Brasil pelo SBT.
Em junho de 2007, ela anunciou que escreveria um livro sobre sua vida como Miss USA e a sua luta contra a dependência de drogas e álcool que quase lhe tirou a coroa.

## Concursos anteriores
Antes de vencer o Miss USA 2006, Tara Conner, à época com 20 anos, já participara da versão adolescente do concurso estadual (válida pelo Miss Teen USA) em 2002. Em 2004, já com 19 anos, ela foi eleita rainha da feira dos condados do Kentucky.

## Na MTV
A convite da Miss Universe Organization, Tara Conner voltou a trabalhar para Donald Trump em junho de 2007. Desta vez no desenvolvimento de um projeto para a MTV denominado Pageant Place, no qual ela seria a conselheira das três vencedoras dos concursos promovidos pela organização do Miss Universo (Riyo Mori, Rachel Smith e a Miss Teen USA do ano anterior, Hillary Cruz). O programa foi ao ar em outubro do mesmo ano apenas na matriz americana do canal.